# پالم (پنسیلوانیا)
پالم (به انگلیسی: Palm) یک منطقهٔ مسکونی در ایالات متحده آمریکا است که در پنسیلوانیا واقع شده‌است. پالم ۱۱۱٫۸۶ متر بالاتر از سطح دریا واقع شده‌است.